# SO-20
 (septembre 2022).
Si vous disposez d'ouvrages ou d'articles de référence ou si vous connaissez des sites web de qualité traitant du thème abordé ici, merci de compléter l'article en donnant les références utiles à sa vérifiabilité et en les liant à la section « Notes et références ».
La SO-20 entoure la ville de Soria d'est en ouest par le nord de l'agglomération.
D'une longueur de 7 km environ, elle relie la N-122 (future A-11) et la future AP-15 à l'est de la ville
Elle dessert tout le nord de Soria ainsi les petites zones industrielles.
Elle a 2x2 voies seulement sur une petite section au nord-ouest d'environ 2 km.

## Tracé
- Elle débute à l'ouest de Soria où elle prolonge la N-111 en provenance de Medinaceli.
- Elle longe la ville par le nord en desservant les zones industrielles.
- De là commence la courte section en voie express 2x2 voies pendant 2 km environ.
- La SO-20 contourne la ville par le nord avant de prolonger la future AP-15 qui va être construite d'ici peu[Quand ?].